# Joan Ordeig
Joan Ordeig (?,?) fou un llicenciat que exercí de fagotista a la catedral de Tarragona entre els anys 1766 i 1778. A més, al 1747 figurava en el llistat de la capella de música com a violí primer.
Es conserva un introit per 4 veus i instruments de 1748, que es troba a l’Arxiu Històric Arxidiocesà de Tarragona.